# Gerhard Kromschröder
Gerhard Kromschröder (* 1941 in Frankfurt am Main) ist ein deutscher Journalist und Fotograf. Mit Günter Wallraff zusammen entwickelte er die Methode der Undercover-Recherche. So mischte sich Kromschröder unerkannt unter Neonazis, lebte eine Zeit lang als türkischer Arbeiter oder führte getarnt Test-Aktionen durch, um PR-Behauptungen auf ihre Richtigkeit hin zu überprüfen. 

## Biografie
Nach dem Studium der Germanistik, Soziologie und Kunstgeschichte war er von 1963 bis 1967 Lokalredakteur in Lingen und bei der Ems-Zeitung in Papenburg. Ab Mitte 1967 arbeitete er für die politisch-satirische Zeitschrift Pardon in Frankfurt am Main, zuletzt als Art Director und stellvertretender Chefredakteur.
1979 wurde er Redakteur und Reporter des Stern in Hamburg, wo er seinen Ruf als investigativer Journalist begründete. Im Stern erschienen seine Reportagen über Neonazis, Giftmüll-Skandale oder zur Flick-Spendenaffäre. 1983 brachte Kromschröder seinen Erlebnisbericht als türkischer Arbeiter unter dem Titel Als ich ein Türke war heraus, drei Jahre vor Günter Wallraffs Ganz unten. Im selben Jahr berichtete er aus dem Inneren der Borussenfront, einer extremistischen Truppe von Neonazis im Fußballfan-Milieu. 1985 gelang ihm der Zugang zum inneren Zirkel deutscher Altnazis um Otto Ernst Remer.
Ab 1989 war Kromschröder Nahost-Korrespondent des Stern mit Wohnsitz in Kairo; in dieser Zeit während des ersten Irak-Kriegs arbeitete er als einziger deutscher Journalist und Fotoreporter im bombardierten Bagdad. Zum zweiten Irak-Krieg erschien sein Buch Bilder aus Bagdad – Mein Tagebuch, in dem er seine Erfahrungen als Kriegsreporter beschrieb.
Seit 1993 arbeitete er in der Medienberatung für Unternehmen und Verlage. Seine Vorlesungen im Sommersemester 2005 an der Universität Wien im Rahmen der Theodor-Herzl-Dozentur für Poetik des Journalismus erschienen unter dem Titel Ach, der Journalismus.

## Auszeichnungen
- 2017 wurde Kromschröder zusammen mit Gerhard Henschel für ihr Buch Landvermessung. Durch die Lüneburger Heide von Arno Schmidt zu Walter Kempowski mit dem Ben-Witter-Preis ausgezeichnet.
- 2023 erhielten Gerhard Kromschröder und Hermann Vinke das Verdienstkreuz am Bande des Niedersächsischen Verdienstordens.[3]

## Bücher
- als Herausgeber mit Hermann Vinke: Mühlen am Kanal. Aus der Geschichte der Papenburger Windmühlen. Eissing, Papenburg 1965.
- Ansichten von Innen: Als Nazi, Rocker, Ladendieb und strammer Katholik unterwegs. Deutsche Reportagen. Eichborn, Frankfurt am Main 1982, ISBN 3-8218-1102-1.
- Als ich Türke war. Eichborn, Frankfurt am Main 1983.
- Ich war einer von ihnen. Eichborn, Frankfurt am Main 1987.
- Bilder aus Bagdad. Mein Tagebuch. Europa Verlag, Hamburg 2003, ISBN 3-203-79165-X.
- Ach, der Journalismus: Glanz und Elend eines Berufsstandes. Picus, Wien 2006, ISBN 3-85452-616-4.
- mit Gerhard Henschel: Landvermessung. Durch die Lüneburger Heide von Arno Schmidt zu Walter Kempowski – Ein Wandertagebuch. Edition Temmen, Bremen 2016, ISBN 978-3-8378-5034-5.
- mit Gerhard Henschel: Laubengänge. Auf den Spuren von Wilhelm Busch durchs Weserbergland zum Harz. Ein Wandertagebuch. Edition Temmen, Bremen 2018, ISBN 978-3-8378-5035-2.
- mit Gerhard Henschel: Märchenwege. Auf den Spuren der Brüder Grimm durch den Vogelsberg und das hessische Bergland. Ein Wandertagebuch. Edition Temmen, Bremen 2019, ISBN 978-3-8378-5037-6.
- als Herausgeber mit Till Kaposty-Bliss: Teuflische Jahre – Pardon. Die deutsche satirische Monatsschrift 1962–1982. Favoritenpresse, Berlin 2022, ISBN 978-3-96849-068-7.

- Emsland Schwarz-Weiß. Bilder einer norddeutschen Landschaft aus den 60er Jahren. Bremen. ISBN 3-86108-077-X.